# Луговський (Тугулимський міський округ)
Луговськи́й (рос. Луговской) — селище у складі Тугулимського міського округу Свердловської області.
Населення — 2726 осіб (2010, 3019 у 2002).
До 12 жовтня 2004 року селище мало статус селища міського типу.